# Словатичи (Волынская область)
Словатичи (укр. Словатичі) — село в Киверцовской городской общине Луцкого района Волынской области Украине.
До 2020 года входило в Киверцовский район.
Код КОАТУУ — 0721886804. Почтовый индекс — 45220. Телефонный код — 3365. Занимает площадь 1,725 км².

## История
В селе родился Герой Советского Союза Василий Киричук.
Осенью 1943 года в селе Словатичи Киверцовского района начала работу советская подпольная организация, которой руководил учитель А. Ф. Остапчук, в которую вошли четыре человека. После того, как А. Ф. Остапчук был выявлен и убит боевиками СБ ОУН(б), организацию возглавил И. И. Остапчук. В ноябре 1943 года находившийся в селе гарнизон ОУН-УПА атаковали польский отряд самообороны из села Пшебражье (50 польских партизан) и взвод под командованием Николая Бочковского из 1-го батальона Черниговско-Волынского партизанского соединения А. Ф. Фёдорова (20 партизан), на сторону которых перешли 26 из 40 грузин, мобилизованных в ОУН-УПА и служивших в составе гарнизона. В результате атаки гарнизон ОУН-УПА был разгромлен и бежал из села, оставив 17 убитых, станок от пулемёта «максим», 3 ручных пулемёта, 3 автомата и 20 винтовок.
По данным переписи населения 2001 года, население составляло 378 человек.